# 董庠
董庠，辽朝官员，祖先济阴人，董匡信第三子。
董庠正直孤高，举进士第，授著作佐郎。官至朝散大夫、守殿中少监，知惠州军州事、赐紫金鱼袋。咸雍三年（1067年）六月，宋神宗即位，以崇禄少卿去北宋充任贺即位副使。妻子是崇禄少卿、知儒州军州事张保庸之女，封为县君。四子：董纯孝、纯德、董监孙、董吉孙。其女董端正，嫁给殿试进士刘嗣卿。